# ノーカロリー コカ・コーラ
ノーカロリー コカ・コーラは、2007年4月2日に発売された、カロリーゼロのコカ・コーラである。

## 概要
2007年4月、それまで発売されていたダイエットコカ・コーラの味設計を踏襲し、ノーカロリー コカ・コーラを発売した。飲用層を"スタイリッシュな女性のためのライトテイスト"と位置づけ、同年6月発売のコカ・コーラ ゼロとの対比を成した。名前の由来は「0キロカロリーでありながら、コカ・コーラのおいしさを軽やかに味わえる」ことであるが、"ノーカロリー（no calorie）"という英語はない。（英語で表すとすれば"non-calories"などになるが、英文法の正確さよりイメージのしやすさ、語感などを重視している恰好である。）同内容の飲料をこの名称で販売している国は日本だけである。
2008年4月、デザインと味設計をリニューアル。今までカロリーゼロの甘味料のみで甘みを引き出していたが、原材料に砂糖が追加されるなど大胆な変更に踏み切った。砂糖の使用により厳密にはノーカロリーではなくなったが、栄養成分表示の基準(100mlあたり5kcal未満であれば、0kcalと表示しても良い)に抵触しない使用量に留められている(製品100mlあたり0.7gの砂糖が使用されているため、厳密には約3kcal/100mlとなる)。CM及びパッケージデザインとしてサラ・ジェシカ・パーカーを起用。
2008年6月にはビタミンCを加えて栄養機能食品としての規格を満たした「ノーカロリー　コカ・コーラ　プラスビタミン」を発売。
2009年1月、ノーカロリー コカ・コーラ　プラスビタミンがコカ・コーラ プラスとしてリニューアルされた。
2009年9月、渋谷駅周辺の自動販売機限定でノーカロリー　コカ・コーラが復活販売。ただし、2009年9月時点の日本コカ・コーラ公式サイトの製品紹介ウェブページには掲載されていない。以前存在した同商品と原材料・成分は同様であるが、缶のデザインが異なり、NewTaste帯とサラ・ジェシカ・パーカーの写真が無くなったものに変更されている。
この製品の販売終了に伴い、ノーカロリー コカ・コーラのブランドは消滅した。

## プロモーション
2007年4月の登場時はアパレルオンラインショッピングタウンのZOZOTOWNとコラボレーション。ZOZOTOWNで利用ができるポイントがプレゼントされる他、ZOZOTOWN全体がノーカロリーコカ・コーラのイメージであるシルバーや炭酸の気泡を思わせるロゴなどが散りばめられる等の視覚効果をもたらした。また、製品のコンセプトカラーであるシルバーに合わせたアイテム特集が組まれた。
2007年10月には、CM女優としてリア・ディゾンが登場。リア・ディゾン本人が登場するイベントへの招待やサイン入りグッズが当たるプロモーションを実施。
2008年4月には映画 セックス・アンド・ザ・シティに登場するサラ・ジェシカ・パーカーのデザイン缶とペットボトルを発売し、飲用ターゲット層である20代女性が通うと思われる美容室、フィットネスクラブなどを対象にサンプリングを行ったり、映画に関連したプロモーションを実施した。

### 過去に販売されていた製品
- ノーカロリー コカ・コーラ（2007年）
  - 250ml缶（通常パッケージ／デザイン缶2種）
  - 280mlお手頃ハンディー缶
  - 300mlボトル缶
  - 350ml缶
  - 500mlPET（コンツァー）
  - 1500mlPET

- ノーカロリー コカ・コーラ（2008年～2009年）
  - 250ml缶（New Taste／サラ・ジェシカ・パーカーデザイン缶）
  - 280mlお手頃ハンディー缶（New Taste）
  - 300mlボトル缶（New Taste）
  - 350ml缶（通常パッケージ／サラ・ジェシカ・パーカーデザイン缶）
  - 500ml缶（サラ・ジェシカ・パーカーデザイン缶）
  - 500mlPET（New Taste表記有り・表記無し）
  - 1500mlPET（サラ・ジェシカ・パーカーデザイン）

- ノーカロリー コカ・コーラ プラスビタミン（2008年）
  - 350ml缶
  - 500mlPET（コンツァー/グリップ）
  - 1500mlPET

## CM

### ノーカロリー コカ・コーラ
- 「水から生まれた」篇　-　リア・ディゾン
- 「ギャラリー」篇　-　サラ・ジェシカ・パーカー

### ノーカロリー コカ・コーラ プラスビタミン
- 「プラスビタミン」篇
- 「ウォーキング」篇 - サラ・ジェシカ・パーカー